# Conferenza episcopale venezuelana

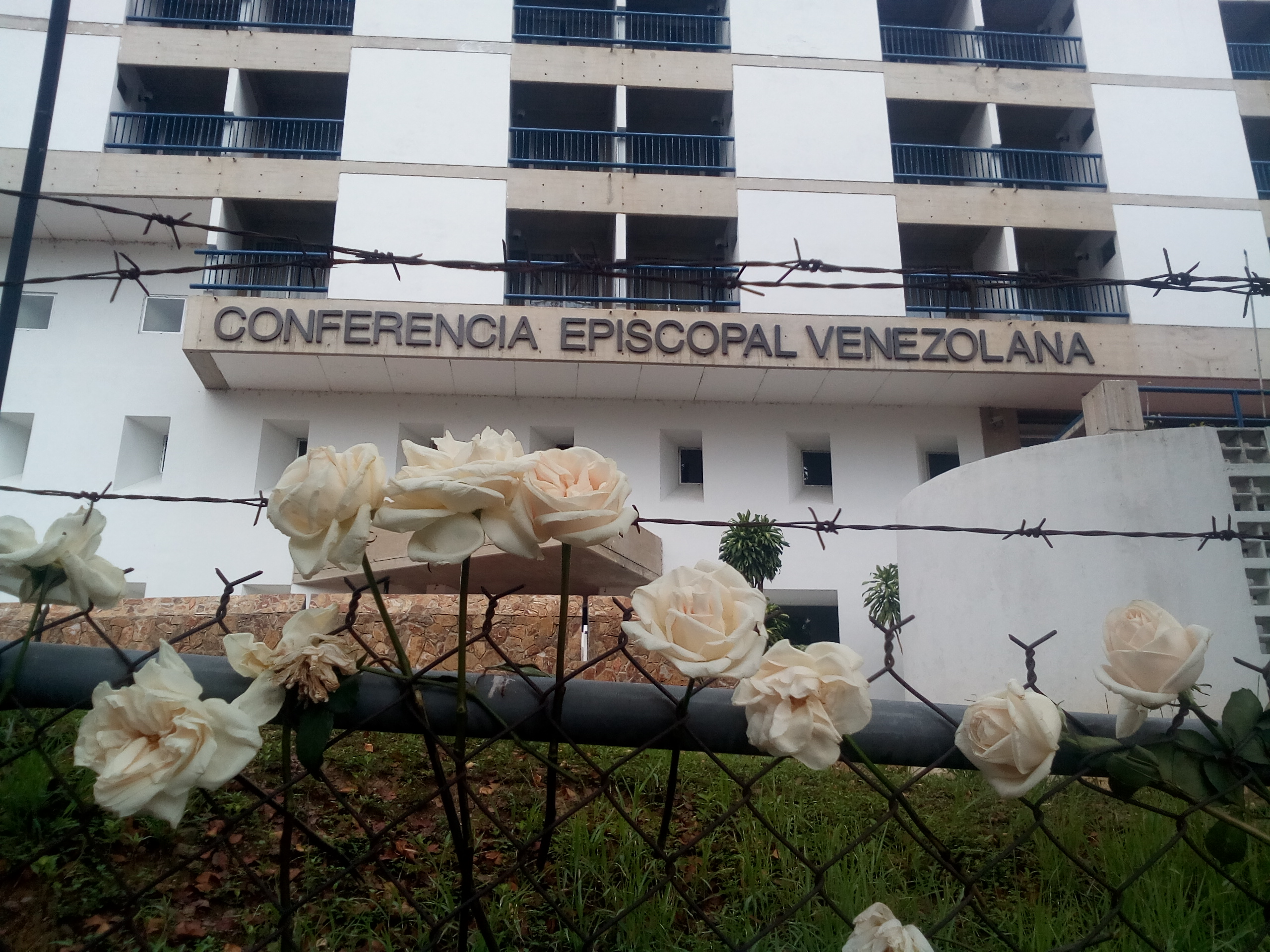
Rose bianche di fronte alla sede della Conferenza episcopale durante la Marcia del Silenzio del 2017

La Conferenza episcopale venezuelana (Conferencia Episcopal Venezolana, CEV) è un organismo della Chiesa cattolica in Venezuela che riunisce l'episcopato locale. La Conferenza è uno dei membri del Consiglio episcopale latinoamericano (CELAM).

## Storia
La CEV nasce ufficialmente nel 1973, quando la Santa Sede approva gli statuti. Nel 1974 si riunisce la prima assemblea plenaria, alla presenza di 7 arcivescovi e 25 vescovi.

## Membri ed organismi
Fanno parte della CEV arcivescovi e vescovi (titolari, emeriti, coadiutori) della chiesa cattolica in Venezuela, comprensivo dell'esarca apostolico dei melchiti, dell'esarca apostolico dei Siri e dell'ordinario militare.
I principali organismi di cui si compone sono:
- l'assemblea plenaria: organo supremo della CEV, costituito da tutti i suoi membri;
- le commissioni episcopali: organi di studio, di supervisione, di analisi delle situazioni e delle realtà del Paese, di azione pastorale;
- la commissione permanente: ha come scopo quello di esaminare e supervisionare alla realizzazione dei progetti pastorali;
- il segretariato permanente: organo responsabile dell'informazione, dell'esecuzione e del coordinamento delle decisioni e delle attività programmate.

## Cronotassi

### Presidenti
- Arcivescovo Acacio Chacón Guerra (1958 - 1961)
- Cardinale José Humberto Quintero Parra (1961 - 1972)
- Arcivescovo Críspulo Benítez Fontúrvel (1972 - 1978)
- Arcivescovo Domingo Roa Pérez (1978 - 1984)
- Cardinale José Alí Lebrún Moratinos (1984 - 1990)
- Arcivescovo Ramón Ovidio Pérez Morales (1990 - 1996)
- Arcivescovo Tulio Manuel Chirivella Varela (1996 - 1999)
- Arcivescovo Baltazar Enrique Porras Cardozo (1999 - 2006)
- Arcivescovo Ubaldo Ramón Santana Sequera, F.M.I. (2006 - 12 gennaio 2012)
- Arcivescovo Diego Rafael Padrón Sánchez (12 gennaio 2012 - 9 gennaio 2018)
- Arcivescovo José Luis Azuaje Ayala (9 gennaio 2018 - 7 gennaio 2022)
- Arcivescovo Jesús González de Zárate Salas, dal 7 gennaio 2022

### Vicepresidenti
- Arcivescovo Tulio Manuel Chirivella Varela (1987 - 1993)
- Arcivescovo Baltazar Enrique Porras Cardozo (1993 - 1999)
- Arcivescovo Roberto Lückert León (2006 - 2009)
- Arcivescovo Baltazar Enrique Porras Cardozo (2009 - 12 gennaio 2012; per la seconda volta)
- Vescovo José Luis Azuaje Ayala (12 gennaio 2012 - 9 gennaio 2018)
- Vescovo Mario del Valle Moronta Rodríguez, dal 9 gennaio 2018

### Secondi vicepresidenti
- Cardinale Jorge Liberato Urosa Savino (2006 - 2009)
- Arcivescovo Roberto Lückert León (2009 - 12 gennaio 2012)
- Vescovo Mario del Valle Moronta Rodríguez (12 gennaio 2012 - 9 gennaio 2018)
- Vescovo Raúl Biord Castillo, S.D.B. (9 gennaio 2018 - 7 gennaio 2022)
- Arcivescovo Ulises Antonio Gutiérrez Reyes, O. de M., dal 7 gennaio 2022

### Segretari generali
- Vescovo José Luis Azuaje Ayala (2001 - 2006)
- Vescovo Ramón José Viloria Pinzón, S.O.D. (2006 - 2009)
- Vescovo Jesús González de Zárate Salas (2009 - 2015)
- Presbitero Víctor Hugo Basabe (2015 - 11 marzo 2016 nominato vescovo di San Felipe)
- Vescovo José Trinidad Fernández Angulo (9 gennaio 2018 - 7 gennaio 2022)
- Vescovo Raúl Biord Castillo, S.D.B. (7 gennaio 2022 - 11 luglio 2023)
- Presbitero José Antonio Da Conceição Ferreira (11 luglio 2023 - 25 marzo 2024 nominato vescovo di Puerto Cabello)